# Manifeste de Vérone
 (septembre 2019).
Si vous disposez d'ouvrages ou d'articles de référence ou si vous connaissez des sites web de qualité traitant du thème abordé ici, merci de compléter l'article en donnant les références utiles à sa vérifiabilité et en les liant à la section « Notes et références ».
Le manifeste de Vérone, approuvé le 14 novembre 1943 lors du congrès de Vérone, est un texte programmatique dans lequel sont exposés en dix-huit points les axes principaux de la politique du Parti fasciste républicain, né des cendres du Parti national fasciste. Dans ce manifeste, qui peut être qualifié d'acte constitutif de la République sociale italienne (RSI), se trouvent citées en particulier les mesures réglementaires nécessaires à la mise en œuvre de la socialisation de l'économie.

## Genèse et contexte
En 1943, alors que le sud de l'Italie a été libéré par les Alliés après leur débarquement dans la péninsule (opération Avalanche), le reste de l'Italie est encore aux mains des fascistes italiens alliés à l'Allemagne nazie. Du 14 au 16 novembre 1943, la première assemblée nationale du Parti fasciste républicain, réunie dans la forteresse de Castelvecchio à Vérone, approuve un « manifeste programmatique » qui, se développant en dix-huit points, traite tour à tour de la politique intérieure, extérieure et sociale.
Le manifeste, s'il fut préparé et requis, puis approuvé par Benito Mussolini, et si la rédaction en fut dévolue officiellement à Manlio Sargenti (it), futur chef de cabinet du ministère de l'Économie corporative, aidé des contributions d'Angelo Tarchi, Carlo Alberto Biggini (it) et Francesco Galanti, il fut en fait dans une large mesure rédigé par l'un des fondateurs du Parti communiste italien (PCI), Nicola Bombacci. Celui-ci, qu'une étroite amitié liait au Duce, accepta d'apporter son concours à ce projet de politique économique de la RSI, et s'inspira des théories anarcho-communistes de Nestor Makhno, des idées de la Société fabienne, et du distributionnisme.
Le principe sous-jacent était d'approfondir l'anticapitalisme et l'autarcisme national propres au fascisme italien, afin d'« aller au peuple » et d'opérer une révolution sociale à l'intérieur de l'ordre légal.

À propos du rapport entre le programme révolutionnaire mussolinien et les programmes révolutionnaires socialistes ou de gauche, Mussolini lui-même devait préciser : 

« Nos programmes sont en tous points en accord avec nos idées révolutionnaires, et celles-ci appartiennent à ce qu'en régime démocratique on appelle la « gauche » ; nos institutions sont le résultat direct de nos programmes, et notre idéal est l'État du Travail. Il n'y a pas à cet égard de doute possible : nous sommes la classe laborieuse en lutte pour la vie et la mort, contre le capitalisme. Nous sommes les révolutionnaires en quête d'un ordre nouveau. Dès lors, invoquer l'aide de la bourgeoisie en agitant le péril rouge est une absurdité. L'épouvantail authentique, le véritable danger, la menace contre laquelle il y a lieu de lutter sans relâche, vient de la droite. Cela ne nous intéresse en rien d'avoir la bourgeoisie capitaliste comme notre alliée contre la menace du péril rouge, car, même dans le meilleur des cas, celle-ci serait une alliée infidèle, s'efforçant d'obtenir que nous servions ses fins, comme elle l'a déjà fait plus d'une fois avec un certain succès. Je serai économe de mes mots, car ils seraient totalement superflus. De fait, cela est préjudiciable, parce que cela nous fait confondre les types authentiques de révolutionnaires de toute tonalité, avec l'homme de la réaction, à qui il arrive d'utiliser jusqu'à notre propre langage. »

— Benito Mussolini, Milan, le 22 avril 1945.
Les rédacteurs du manifeste, qui indiquent par ailleurs leur intention de reconduire les lois raciales fascistes, déclarent dans le préambule vouloir « s'engager pour la poursuite de la guerre aux côtés de l'Allemagne et du Japon jusqu'à la victoire finale et pour la rapide reconstitution des Forces armées, destinées à atteindre, auprès des valeureux soldats du Führer, ceux-là des buts qui dépassent tous les autres en importance et en urgence ».

## Résumé point par point
Les dix-huit points du manifeste de Vérone (dit aussi ou charte de Vérone) se répartissent en trois parties.

### Constitution et de politique intérieure
1. Il y aura lieu de convoquer une constituante, laquelle abolira la monarchie et donnera corps à la République sociale italienne.
2. La constituante sera composée de membres des syndicats fascistes et de représentants de toutes les circonscriptions, y compris des provinces occupées, à travers des délégations d'évacués et de réfugiés.
3. La constituante devra garantir au citoyen le droit de contrôle et de critique sur l'administration publique et sur la nomination du chef de la République. Aucun citoyen ne pourra être arrêté ou détenu plus d'une semaine sans l'autorisation de l'autorité judiciaire. La magistrature sera indépendante.
4. La composition de la chambre des Fasci et des Corporations sera soumise à élection populaire, cependant que la nomination des ministres sera la prérogative du Duce ; au sein du Parti fasciste républicain, il est préconisé, par analogie, que les Fasci soient élus, tandis que le directoire national soit désigné par le Duce.
5. Le parti devra être pur, gardien de la « révolution fasciste » engagée le 28 octobre 1922. Être titulaire d'une carte du PFR ne pourra être exigé pour occuper quelque emploi ou charge que ce soit.
6. La religion officielle sera la catholique ; toutefois, les autres cultes seront tolérés pour autant qu'ils ne vont pas à l'encontre de la loi.
7. Ceux appartenant à la « race juive » (razza ebraica) seront considérés étrangers et, pendant la durée de la présente guerre, comme appartenant à la nationalité ennemie.

### Politique extérieure
8. Les frontières de la République sociale italienne sont les limites alpines et maritimes, limites marquées par la nature, le sang, l'histoire, mais aussi menacées par les gouvernements réfugiés à Londres. Il sera nécessaire de faire reconnaître à l'Europe que l'Italie a besoin de son espace vital. En outre, il conviendra de fonder une Communauté européenne qui accepte comme principes d'éliminer l'influence britannique dans les États européens, d'abolir le système capitaliste, de lutter contre les ploutocraties, et de valoriser, au bénéfice tant des Européens que des indigènes, les ressources naturelles de l'Afrique, dans le respect des peuples indigènes, plus particulièrement musulmans, lesquels, comme en Égypte, constituent déjà des sociétés organisées.

### Politique sociale
9. Base et objet premier de la RSI est le travail dans chacune de ses manifestations.
10. La propriété privée est garantie par l'État, mais ne doit pas servir de moyen d'exploitation du travail.
11. Tout ce qui, dans l'économie nationale, est intérêt de l'individu devient intérêt pour la collectivité et, à ce titre, de l'État. Les services publics et les industries de guerre doivent être gérés par la RSI.
12. Dans chaque entreprise, techniciens et ouvriers devront collaborer à obtenir une équitable répartition des bénéfices et une équitable fixation des salaires, en particulier par la voie d'une participation aux bénéfices y compris par les ouvriers (principe fasciste de la socialisation de l'industrie).
13. Dans l'agriculture, l'initiative privée s'est heurtée à ses propres limites là où, justement, elle a fait défaut. Les terres incultes ou mal gérées pourront, après expropriation, être cédées aux ouvriers agricoles pour que ceux-ci deviennent des agriculteurs directs, ou aux exploitations agricoles parasyndicales ou parastatales, en fonction des nécessités de l'agriculture.
14. Ce doit être un droit des travailleurs d'exercer leurs propres activités productives à domicile (sous forme d'entreprises familiales, sauf à apporter à la réserve nationale la quantité de produits prévue par la loi et à soumettre au contrôle ses propres tarifs).
15. Le logement constituant un droit, il sera créé un Office national du Logement du Peuple, qui aura pour objectif de donner un logement à chaque travailleur, soit en en construisant de neufs, soit par le rachat de logements, donnés ensuite en location aux travailleurs, et devenant, une fois payés, la propriété du travailleur.
16. Le travailleur sera inscrit d'office au syndicat fasciste, mais pourra en changer s'il répond aux conditions pour ce faire. Tous les syndicats feront partie de la Confédération générale du Travail, de la Technique et des Arts ; pourront également en faire partie les anciens propriétaires, à condition qu'ils ne soient pas dirigeants ou techniciens. La Charte du travail est le contrat fondamental liant travailleurs, dirigeants et État.
17. Un salaire minimum sera garanti aux travailleurs. Les employeurs récalcitrants se verront contraints, s'il y a lieu, de verser le salaire en nature au prix officiel, dans le but de stabiliser les prix et la monnaie et d'assainir le marché. Les spéculateurs du marché noir seront, au même titre que les traîtres et les défaitistes, condamnés à mort.
18. Le parti entend, par le présent préambule à la Constituante, démontrer non seulement qu'il va vers le peuple, mais aussi qu'il est aux côtés du peuple. Le peuple italien, s'il veut préserver ses acquis, doit se défendre contre l'occupation menée par la ploutocratie anglo-américaine, laquelle manifestement veut rendre la vie des Italiens encore plus rétrécie et plus misérable. Le mot d'ordre, dès lors, est triple : combattre, travailler, vaincre.